# Film in 1934
Dit artikel gaat over de film in het jaar 1934.

## Gebeurtenissen
- 26 januari – Samuel Goldwyn koopt de rechten van The Wonderful Wizard of Oz bij L. Frank Baum.
- 9 februari - De première van de Nederlandse film De Jantjes. Spelers zijn Johan Kaart, Jan van Ees, Sylvain Poons, Fien de la Mar, Aaf Bouber en zowel Heintje Davids als haar broer Louis Davids.
- 19 februari – Bob Hope trouwt met Dolores Reade.
- 19 april – 20th Century Fox brengt Stand Up and Cheer! uit. Shirley Temple heeft slechts een kleine rol in de film, maar steelt de show. De film brengt ontzettend veel geld op, waardoor Fox niet meer op het punt staat failliet te gaan.
- 9 juni – Donald Duck maakt zijn debuut in de korte tekenfilm The Wise Little Hen.
- 13 juni – De Hays Code wordt geïntroduceerd. Sindsdien moeten alle films gekeurd worden voordat ze uitgebracht mogen worden.

## Succesvolste films
| Plaats | Titel           | Studio              | Opbrengst      | Opbrengst  | Opbrengst           | Opbrengst |
| Plaats | Titel           | Studio              | Internationaal | VS/Canada  | Verenigd Koninkrijk | Australië |
| ------ | --------------- | ------------------- | -------------- | ---------- | ------------------- | --------- |
| 1.     | Viva Villa!     | Metro-Goldwyn-Mayer |                | $1.109.000 |                     |           |
| 2.     | The Black Cat   | Universal Pictures  |                | $236.000   |                     |           |
| 3.     | Let's Try Again | RKO Radio Pictures  |                | $183.000   |                     |           |

## Academy Awards
7de Oscaruitreiking:
- Beste Film: It Happened One Night (Columbia Pictures)
- Beste Acteur: Clark Gable in It Happened One Night
- Beste Actrice: Claudette Colbert in It Happened One Night
- Beste Regisseur: Frank Capra voor It Happened One Night

## Lijst van films
- The Affairs of Cellini
- Anne of Green Gables
- Another Wild Idea
- L'Atalante
- Babes in Toyland
- The Barretts of Wimpole Street
- Belle of the Nineties
- The Black Cat
- Bleeke Bet
- Bolero
- Bright Eyes
- Broadway Bill
- Bulldog Drummond Strikes Back
- Burn 'Em Up Barnes
- The Case of the Howling Dog
- The Cat and the Fiddle
- Chained
- Chapayev
- Charlie Chan in London
- Charlie Chan's Courage
- The Circus Clown
- The Clairvoyant
- Cleopatra
- The Count of Monte Cristo
- Crime Without Passion
- Dames
- Dark Hazard
- Death on the Diamond
- Death Takes a Holiday
- Dood water
- Evelyn Prentice
- Fashions of 1934
- Flirtation Walk
- Fog Over Frisco
- Forsaking All Others
- Gambling Lady
- The Gay Bride
- The Gay Divorcee
- The Girl from Missouri
- The Goddess
- Grand Canary
- Here Comes the Navy
- The House of Rothschild
- Imitation of Life
- It Happened One Night
- It's a Gift
- De Jantjes
- Jimmy the Gent
- Judge Priest
- Kid Millions
- Let's Try Again
- Little Man, What Now?
- The Little Minister
- Little Miss Marker
- The Lost Patrol
- The Lucky Texan
- Madame Bovary
- Malle gevallen
- The Man from Utah
- Man of Aran
- The Man Who Knew Too Much
- The Man with Two Faces
- Manhattan Melodrama
- Het meisje met den blauwen hoed
- The Merry Widow
- The Miracle Rider
- Mystery Mountain
- Now and Forever
- Of Human Bondage
- The Old Fashioned Way
- Oliver the Eighth
- One Night of Love
- Op hoop van zegen
- Our Daily Bread
- The Richest Girl in the World
- Riptide
- The Scarlet Empress
- The Scarlet Pimpernel
- The Silver Streak
- Six of a Kind
- Spitfire
- The St. Louis Kid
- Stand Up and Cheer!
- The Star Packer
- Tarzan and His Mate
- Them Thar Hills
- The Thin Man
- Those Were the Days
- The Trail Beyond
- Treasure Island
- Triumph des Willens
- Twentieth Century
- Twenty Million Sweethearts
- Viva Villa!
- We're Not Dressing
- We're Rich Again
- The White Parade
- A Wicked Woman
- Willem van Oranje
- The Wise Little Hen
- De Witte
- Wonder Bar
- You Belong to Me
- You're Telling Me!

## Geboren
| Datum               | Naam          | Beroep    |
| ------------------- | ------------- | --------- |
| 22 januari († 1993) | Bill Bixby    | Acteur    |
| 11 februari         | Tina Louise   | Actrice   |
| 20 september        | Sophia Loren  | Actrice   |
| 5 november          | Kira Muratova | Regisseur |
| 9 december          | Judi Dench    | Actrice   |
| 28 december         | Maggie Smith  | Actrice   |

## Overleden
| Datum      | Naam           | Leeftijd | Beroep  |
| ---------- | -------------- | -------- | ------- |
| 30 januari | Dorothy Dell   | 19       | Actrice |
| 21 maart   | Lilyan Tashman | 34       | Actrice |
| 28 juli    | Marie Dressler | 65       | Actrice |

1870-1879 · 1880-1889 · 1890 · 1891 · 1892 · 1893 · 1894 · 1895 · 1896 · 1897 · 1898 · 1899 · 1900 · 1901 · 1902 · 1903 · 1904 · 1905 · 1906 · 1907 · 1908 · 1909 · 1910 · 1911 · 1912 · 1913 · 1914 · 1915 · 1916 · 1917 · 1918 · 1919 · 1920 · 1921 · 1922 · 1923 · 1924 · 1925 · 1926 · 1927 · 1928 · 1929 · 1930 · 1931 · 1932 · 1933 · 1934 · 1935 · 1936 · 1937 · 1938 · 1939 · 1940 · 1941 · 1942 · 1943 · 1944 · 1945 · 1946 · 1947 · 1948 · 1949 · 1950 · 1951 · 1952 · 1953 · 1954 · 1955 · 1956 · 1957 · 1958 · 1959 · 1960 · 1961 · 1962 · 1963 · 1964 · 1965 · 1966 · 1967 · 1968 · 1969 · 1970 · 1971 · 1972 · 1973 · 1974 · 1975 · 1976 · 1977 · 1978 · 1979 · 1980 · 1981 · 1982 · 1983 · 1984 · 1985 · 1986 · 1987 · 1988 · 1989 · 1990 · 1991 · 1992 · 1993 · 1994 · 1995 · 1996 · 1997 · 1998 · 1999 · 2000 · 2001 · 2002 · 2003 · 2004 · 2005 · 2006 · 2007 · 2008 · 2009 · 2010 · 2011 · 2012 · 2013 · 2014 · 2015 · 2016 · 2017 · 2018 · 2019 · 2020 · 2021 · 2022 · 2023 · 2024 · 2025